# Luquitas de Marchena
Lucas Soto Martín (Linares, 1913 - Màlaga, 1965), conegut amb el nom artístic de Luquitas de Marchena, va ser un cantant de flamenc i de copla andalusa. El seu nom artístic va ser un desig del cantaor Pepe Marchena, que se'l va emportar del poble quan només tenia nou anys i el va convertir en artista. Tot i no ser de família, Marchena l'anunciava en els seus espectacles com a Sobrino de Pepe Marchena.
El 1929 va fer la seva presentació a Madrid, al Monumental Cinema, acompanyat de Pepe Marchena. El 1931 va fer una gira per tota la geografia espanyola en un espectacle liderat pel cantant de flamenc Àngel Sampedro Montero (Angelillo). A Luquitas se l'anunciava com a extraordinario por Tarantas i va actuar amb grans cantants de l'època com Pepe Pinto, Manuel Vallejo i Juanito Valderrama, amb qui va tenir una forta amistat.
El 1933 va ser contractat per a formar part de l'elenc de cantants de flamenc de l'espectacle que portava la Niña de la Puebla, de la qui es va enamorar immediatament. L'any següent es van casar i van tenir sis fills, dos dels quan també van ser grans artistes de flamenc, Pepe Soto i Adelfa Soto Jiménez. L'any 1949 va ser contractat per Juanito Valderrama per a participar, juntament amb una selecció de les figures més importants de l'època, a la gira Adiós a España que va organitzar Valderrama abans de fer una llarga gira per Amèrica gràcies al gran èxit de la seva cançó El Emigrante.
Les darreres actuacions de Luquitas van ser l'any 1964 amb l'espectacle Guitarra i canela.
Luquitas de Marchena era considerat un dels millors intèrprets de taranta, un estil de flamenc originari de la província de Jaén. Per a molts crítics era, juntament amb Pepe Marchena, la veu més dolça i bonica del flamenc. El 1989, amb motiu del 25è Concurso Nacional de Tarantas, li va ser dedicada una plaça a Linares, la seva ciutat natal.